# Saran Nghiem
Saran Nghiem (* 25. Dezember 2003 in Manchester) ist eine englische Squashspielerin.

## Karriere
Saran Nghiem erzielte bereits bei den Juniorinnen einige Erfolge. Sie gewann 2017 die nationale Meisterschaft bei den U17-Juniorinnen und erreichte sich im April 2022 in Eindhoven bei den Europameisterschaften im Einzel das Halbfinale, in dem sie Katie Malliff unterlag. Mit der Mannschaft gelang ihr dagegen der Titelgewinn. Wenige Monate darauf schied sie bei der Weltmeisterschaft der Juniorinnen im Viertelfinale gegen Kenzy Ayman in fünf Sätzen aus.
Nghiem spielt seit 2021 regelmäßig auf der PSA World Tour und gewann auf dieser bislang fünf Turniere. Der erste Titelgewinn gelang ihm in der Saison 2022/23 im August 2022 in Manchester dank eines Finalsiegs gegen Torrie Malik. Zum Ende der Saison hin folgten in Santa Cristina d’Aro der zweite und in Berkhamsted der dritte Titelgewinn. In der Saison 2023/24 gewann Nghiem im April 2024 das Turnier in St. Louis. Ihre höchste Platzierung in der Weltrangliste erreichte sie mit Rang 66 am 27. Mai 2024.
2022 begann sie ein Studium am Harvard College, für das sie auch im College Squash aktiv ist.

## Erfolge
- Gewonnene PSA-Titel: 5